# Chata Plesnivec
Chata Plesnivec (1 290 m n. m.) je jedinou obyvatelnou chatou v Belianských Tatrách. Nachází se na konci Doliny siedmich prameňov, pod jihovýchodním úbočím Bujačího vrchu. 

## Dějiny
V polovině 18. století vznikla u Sedmi pramenů chatrč zlatokopa Drechslera z Rakús. 
Do roku 1930 zde stála stará pastýřská koliba. Na jejím místě dal v roce 1932 Tibor Gresch ze Spišské Belé postavit soukromou chatu (levou polovinu současné chaty). Greschovým záměrem bylo pravděpodobně dostavět zrcadlový obraz objektu, což se mu nepodařilo, neboť musel opustit republiku. Původní název chaty byl Edelweiss Hütte. Chata Plesnivec dostala dnešní podobu v roce 1997, kdy k ní byla dokončena přístavba (pravá část chaty). Greschův plán se nepodařilo naplnit úplně, protože pravá část chaty není zrcadlovým obrazem levé části s dominantní zasklenou verandou. Příčinou byly obstrukce na stavebním úřadě.
Po 2. světové válce chata sloužila nejprve turistům, od roku 1955 jako výzkumná stanice TANAPu a od roku 1997 slouží opět pro turistickou veřejnost.

## Současnost
Chata je zásobována terénním vozem po nezpevněné cestě podél potoka Čierna voda v Dolině siedmich prameňov. V současnosti je chatařem na chatě Ján Matava. 

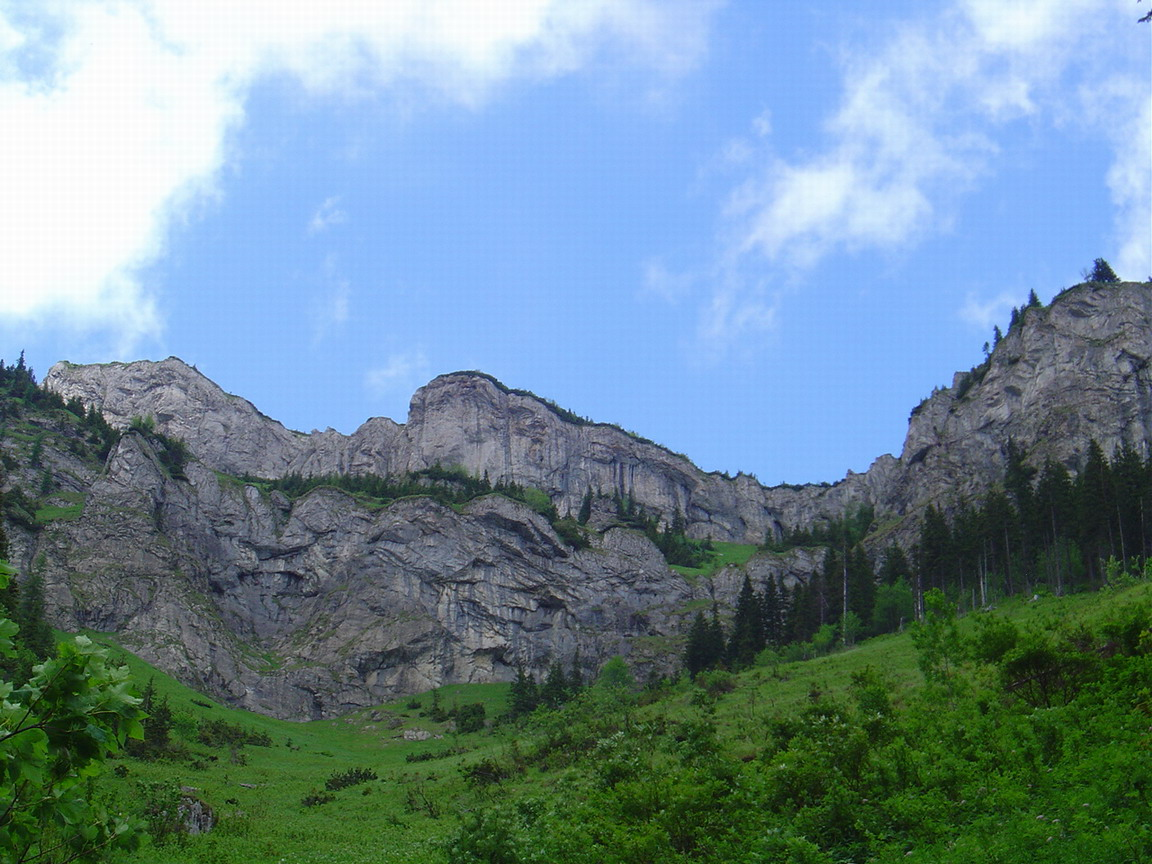
Skalní vrata čnící severně od chaty

## Přístupnost chaty
- z Veľkého Bielého plesa (cca 1.35)
- z Tatranské Kotliny (cca 2:05)
- z Čierné vody (1:15)

## Okolí chaty
- Bujačí vrch
- Dolina siedmich prameňov
- Dolina Zeleného plesa
- Dolina Kežmarskej Bielej vody